# Goodyera maurevertii
Goodyera maurevertii är en orkidéart som beskrevs av Carl Ludwig von Blume. Goodyera maurevertii ingår i släktet knärötter, och familjen orkidéer. Inga underarter finns listade i Catalogue of Life.